# سيميون هودسون
سيميون هودسون (بالإنجليزية: Simeon Hodson)‏ هو لاعب كرة قدم بريطاني، ولد في 5 مارس 1966 في لنكولن في المملكة المتحدة. شارك مع منتخب إنجلترا لكرة القدم C ‏. أما مع النوادي، فقد لعب مع تشارلتون أثلتيك وروشدين ودايموندز ولينكولن سيتي أف سي ونادي ألترينتشام ونادي تلفورد يونايتد ونادي دونكاستر روفرز ونادي مانسفيلد تاون ونوتس كاونتي ونيوبورت كونتي ووست بروميتش ألبيون.

## وصلات خارجية
- سيميون هودسون على موقع قاعدة بيانات كرة القدم.إي يو (الإنجليزية)
- سيميون هودسون على موقع Soccerbase.com (لاعب) (الإنجليزية)